# Wanczo Trajanow
Vančo Trajanov (mac. Ванчо Трајанов, ur. 9 sierpnia 1978 w Dełczewie) – północnomacedoński piłkarz grający na pozycji defensywnego pomocnika. Od 2010 roku jest piłkarzem klubu Minior Pernik.

## Kariera klubowa
Karierę piłkarską Trajanov rozpoczął w klubie FK Pelister. W 1997 roku awansował do kadry pierwszego zespołu i w sezonie 1997/1998 zadebiutował w jego barwach w pierwszej lidze macedońskiej. W 1999 roku zmienił klub i został piłkarzem Napredoku Kiczewo. W Napredoku grał przez sezon.
W 2000 roku Trajanov został piłkarzem bułgarskiego Wiełbażdu Kiustendił. Grał w nim przez 2 sezony i w 2002 roku odszedł do Łokomotiwu Płowdiw. W sezonie 2003/2004 wywalczył z Łokomotiwem tytuł mistrza Bułgarii.
Latem 2004 roku Trajanov przeszedł do Arminii Bielefeld. W niemieckiej Bundeslidze zadebiutował 12 grudnia 2004 roku w przegranym 0:5 wyjazdowym meczu z VfL Wolfsburg. Był to jego jedyny mecz w barwach pierwszego zespołu Arminii. Sezon 2005/2006 spędził w rezerwach tego klubu.
W 2006 roku Trajanov wrócił do Bułgarii i został piłkarzem Czernomorca 919 Burgas. Grał w nim do 2009 roku i wtedy też odszedł na sezon do izraelskiego Maccabi Petach Tikwa. W sezonie 2010/2011 ponownie trafił do Bułgarii, tym razem do klubu Minior Pernik.
| Sezon   | Klub                   | Kraj               | Rozgrywki   | Mecze | Bramki |
| ------- | ---------------------- | ------------------ | ----------- | ----- | ------ |
| 1997/98 | FK Pelister            | Macedonia Północna | Prwa Liga   | ?     | ?      |
| 1998/99 | FK Pelister            | Macedonia Północna | Prwa Liga   | ?     | ?      |
| 1999/00 | Napredok Kiczewo       | Macedonia Północna | Prwa Liga   | ?     | ?      |
| 2000/01 | Wiełbażd Kiustendił    | Bułgaria           | A PFG       | 25    | 3      |
| 2001/02 | Wiełbażd Kiustendił    | Bułgaria           | A PFG       | 33    | 3      |
| 2002/03 | Łokomotiw Płowdiw      | Bułgaria           | A PFG       | 23    | 1      |
| 2003/04 | Łokomotiw Płowdiw      | Bułgaria           | A PFG       | 16    | 0      |
| 2004/05 | Arminia Bielefeld      | Niemcy             | Bundesliga  | 1     | 0      |
| 2005/06 | Arminia Bielefeld II   | Niemcy             | Oberliga    | ?     | ?      |
| 2006/07 | Czernomorec 919 Burgas | Bułgaria           | A PFG       | 10    | 0      |
| 2007/08 | Czernomorec 919 Burgas | Bułgaria           | A PFG       | 27    | 1      |
| 2008/09 | Czernomorec 919 Burgas | Bułgaria           | A PFG       | 22    | 0      |
| 2009/10 | Maccabi Petach Tikwa   | Izrael             | Ligat ha’Al | 21    | 0      |
| 2010/11 | Minior Pernik          | Bułgaria           | A PFG       | 20    | 1      |
| 2011/12 | Minior Pernik          | Bułgaria           | A PFG       |       |        |

## Kariera reprezentacyjna
W reprezentacji Macedonii Trajanov zadebiutował 2 czerwca 2001 roku w zremisowanym 2:2 meczu eliminacji do MŚ 2002 z Mołdawią. W swojej karierze grał też w eliminacjach do Euro 2004, MŚ 2006 i Euro 2008. W kadrze narodowej od 2001 do 2009 roku rozegrał 35 meczów i strzelił 2 gole.